# Возлюбленная (фильм, 2007)
«Возлюбленная» (хинди सावरिया, Saawariya, урду ساوریا‎, на канале Индия ТВ демонстрировался под названием «Сердце ангела») — индийская мелодрама, снятая режиссёром Санджаем Лилой Бхансали и вышедшая в прокат 9 ноября 2007 года. Фильм базируется на повести Ф. М. Достоевского «Белые ночи».

## Сюжет
Ранбир Радж становится певцом в самом роскошном городском клубе. Там он подружился с проституткой Гулабджи. Радж спросил её, где он может найти в городе жильё. Гулабджи ответила, что только одна женщина, Лилиан, может сдать ему дом, но только если он ей понравится.
На следующее утро певец навестил Лилиан и она согласилась сдать ему квартиру. Радж напомнил ей её сына, который ушёл в армию.
Идя по улице, Ранбир увидел таинственную девушку, одетую в чёрное, и с зонтиком в руке. Он попытался заговорить с ней, но она бросилась бежать. Радж погнался за ней. Девушка закричала, чтобы он уходил, на что певец ответил, что готов уйти, но за ней ведь может увязаться какой-нибудь плохой парень. Девушка сказала, что её зовут Сакина, и согласилась, чтобы Радж проводил её домой, а он влюбился с первого взгляда.
После нескольких свиданий Ранбир готов был признаться Сакине, что любит её, но она опередила его, сообщив, что любит человека по имени Имаан, который уехал.
Время идёт. Чувства между Сакиной и Раджем усиливаются, поскольку она всё больше уверяется в том, что Имаан не вернётся. И вот когда они гуляют вдвоём, девушка видит на мосту человека, в котором узнаёт Имаана. Она говорит Раджу, что по-прежнему любит Имаана, и певец отпускает её.

## В ролях
| Актёр          | Роль        |
| -------------- | ----------- |
| Сонам Капур    | Сакина      |
| Ранбир Капур   | Ранбир Радж |
| Рани Мукхерджи | Гулабджи    |
| Салман Хан     | Имаан       |
| Зохра Сехгал   | Лилиан      |

## Саундтрек
| №   | Название                 | Исполнители                          | Длительность |
| --- | ------------------------ | ------------------------------------ | ------------ |
| 1.  | «Saawariya»              | Шаил Хада                            | 2:45         |
| 2.  | «Jab Se Tere Naina»      | Шаан                                 | 4:44         |
| 3.  | «Masha-Allah»            | Кунал Ганджавала, Шрея Гхошал        | 5:27         |
| 4.  | «Thode Badmaash»         | Шрея Гхошал                          | 3:19         |
| 5.  | «Yun Shabnami»           | Партхив Гохил                        | 5:15         |
| 6.  | «Daras Bina Nahin Chain» | Рича Шарма, Шаил Хада, Партхив Гохил | 4:45         |
| 7.  | «Sawar Gayi»             | Шрея Гхошал                          | 3:42         |
| 8.  | «Jaan-E-Jaan»            | Кунал Ганджавала & Шрея Гхошал       | 5:59         |
| 9.  | «Pari»                   | Кунал Ганджавала                     | 5:19         |
| 10. | «Chhabeela»              | Алка Ягник                           | 5:23         |
| 11. | «Saawariya (Reprise)»    | Шаил Хада                            | 3:06         |

## Разное
- На съёмках фильма: часть 1, часть 2 (видео)